# Granulobium
Granulobium (лат.) — ископаемый род жесткокрылых насекомых из семейства притворяшки (Ptinidae). 2 вида. Бирманский янтарь (Мьянма).

## Этимология
Родовое название Granulobium происходит от сочетания «granules» («гранулы»), относящегося к отчетливой головной и пронотальной морфологии этого уникального таксона, и сокращения известного родового названия анобиид Anobium Fabricius, 1775. Название имеет средний род.

## Описание
Мелкие жуки, длина около 2 мм. Тело с рассеянными тонкими короткими полуотстоящими волосками. Антенны зубчатые, без булавы; антенномеры 3 и 4 длиннее ширины. Пронотум без латеральных пронотальных килей и срединного гребня; поверхность плотно и крупно гранулирована. Проторакс не изменен вентрально. Прококсы узко разделены прококсальным отростком. Надкрылья с неравномерно распределенными мелкими пунктурами, без продольных килей. Метакоксы с вестигиальными коксальными пластинками.

## Систематика
В составе рода два ископаемых вида из мелового бирманского янтаря (Мьянма):
- †Granulobium perkovskyi A. Legalov in Legalov & Legalov, 2024[2]
- †Granulobium whitei Li, Philips et Cai, 2023[1]